# Quassia
Genre
Classification APG III (2009)
Le genre Quassia regroupe des plantes dicotylédones de la famille des Simaroubaceae. Sa circonscription est discutée : probablement ne comprend-il qu'une seule espèce, mais selon quelques auteurs, il y en aurait une douzaine.
L'une d'elles, Quassia amara est un petit arbre, cultivé pour le bois et utilisé en médecine traditionnelle.

## Usages
Le quassia est très en vogue au XVIIIe siècle, "c'est alors le bois divin, l'arbre de vie (Patris), Le marquis de Turgot (1770), faisait venir de Surinam dans notre colonie de Cayenne des pieds de la plante salutaire qui devait guérir tous les maux, et qui arrivait en Europe
avec la réputation d'un antiseptique puissant, d'un antipériodique supérieur au quinquina lui-même".
Il sert à fabriquer la quinquina de Cayenne, ou tisane de Quassia, pour lutter contre le paludisme. Ses propriétés antipaludéennes ont été mises en évidence dès le XVIIIe siècle au Suriname par Graman Quassi (un esclave affranchi du Suriname devenu médecin, sorcier et chasseur d'esclaves marrons), qui donna son nom à la plante (appelée Couachi en Guyane).
- La substance active a été découverte en 2006[3] : il s'agit de la simalikalactone D. In vitro, cette molécule empêche le micro-organisme Plasmodium falciparum, responsable de la maladie, de se multiplier. Elle est également active, in vivo, chez les souris infectées.
- il est utilisé comme insecticide ou répulsif et comme fébrifuge.

On en tire aussi une substance extrêmement amère (au millionième de gramme), la quassine qui est notamment utilisée comme dénaturant de certains alcools (éthanol toxique) industriels, pour l'industrie des cosmétiques par exemple, mais qui est aussi un perturbateur endocrinien.